# Sonny Boy – Eine Liebe in dunkler Zeit
Sonny Boy – Eine Liebe in dunkler Zeit ist eine im Jahr 2011 produzierte niederländische Literaturverfilmung. Das Drehbuch basiert auf dem Roman der Schriftstellerin Annejet van der Zijl. Handlung und Protagonisten basieren auf historischen Begebenheiten und Personen.
2012 war der Film der niederländische Kandidat für den Oscar in der Kategorie Bester fremdsprachiger Film, kam jedoch nicht unter die Nominierten.

## Handlung
Waldemar Nods wächst in Suriname auf. Als Kind ist er ein passionierter Schwimmer, was ihm später noch von Nutzen sein wird. Als Student kommt er im Jahr 1928 in die Niederlande. Rasch muss er als Schwarzer erkennen, in einem Klima des Rassismus, der Intoleranz und der Schikanen zu leben. Obwohl er mustergültige Zeugnisse hat, werden diese an der Universität nicht anerkannt, er muss eine Zulassungsprüfung absolvieren, die er besteht.
Nach langer vergeblicher Suche nach einer Unterkunft aufgrund der Vorurteile der Vermietenden kommt er schließlich als Untermieter im Haushalt von Rika van der Lans unter; einer alleinerziehenden Mutter von vier Kindern, den Söhnen Wim, Jan und Henkie sowie der Tochter Bertha. Die fröhliche und aufgeschlossene Rika hatte sich von ihrem  sauertöpfischen und frömmlerischen Mann Willem getrennt, der jede Art von "sündhafter" Freude in der Familie zu unterbinden versuchte, selbst aber eine leidenschaftliche Affäre mit der Hausangestellten hat. Die Scheidung verweigert Willem jedoch dennoch.
Rika verliebt sich in den 17 Jahre jüngeren Waldemar. Trotz aller Anfeindungen, die Rika mutig immer wieder zurückweist, werden sie ein Paar. Als Rika schwanger wird, möchte sie zunächst abtreiben, entscheidet sich dann aber dagegen. Rika und Waldemar nennen das Kind Waldie und geben ihm den Spitznamen Sonny Boy, nach dem Song von Al Jolson, dessen Film The Jazz Singer sie zusammen im Kino gesehen hatten.
Rikas Noch-Ehemann hatte der schwangeren Rika das Angebot gemacht, die Ehe wieder aufzunehmen und auch das damals noch ungeborene Kind als seines anzuerkennen. Als er erfährt, dass Waldemar der Vater und Rikas Partner ist – und das Baby somit ebenfalls dunkelhäutig werden wird – zieht er das Angebot zurück und erwirkt den Entzug des Sorgerechts für die gemeinsamen Kinder. Rika darf ihre Kinder nur noch einmal im Jahr für zwei Stunden sehen. Die beiden älteren Söhne lehnen, indoktriniert vom Vater, jeden Kontakt zur Mutter ab.
Kurz nach der Geburt wird die nun kleine Familie vom intoleranten Vermieter auf die Straße gesetzt. Nachdem sie auf ihrer Wohnungssuche nur Absagen erhalten haben, treffen sie zufällig auf Sam, den Besitzer eines Tanzlokals, der sich sofort liebevoll mit dem Baby beschäftigt. Als Sam die Notlage der Familie sieht, bietet er ihnen ein Zimmer an. Waldemar bekommt aufgrund "guter Beziehungen"  eine Arbeit in einem Büro. Rika kann als Bedienung im Lokal arbeiten und die ganze Familie wird herzlich in der familiären Atmosphäre des Lokals aufgenommen, in dem die "wilden 20er" ausgiebig gefeiert werden.
Im Lauf der kommenden Jahre sparen Rika und Waldemar genügend Geld, um, auch mithilfe eines Darlehens von Sam, am Strand ein eigenes Hotel zu eröffnen.
Kurz darauf beginnt der Zweite Weltkrieg, die Deutschen überfallen auch die Niederlande. Zeitweise werden deutsche Offiziere im Hotel einquartiert. Ihr einstiger Beschützer Sam wird zusammen mit anderen jüdischen Personen unter Schlägen in einen LKW gezwungen und verschleppt, was der entsetzte Sonny Boy zufällig beobachtet.
Ein Priester in Rikas Kirche bringt Rika mit einem Mann der Widerstandsbewegung, der sich Paul Vermeer nennt, in Kontakt. Dieser bittet sie, von den Nazis Verfolgte in ihr Hotel aufzunehmen, das als Versteck und Zwischenstation auf der Fluchtroute dienen soll. Trotz ihrer Bedenken wegen der versteckten jüdischen Verfolgten nehmen sie sogar den jungen SS-Deserteur Gerard van Haringen auf.
Eine Zeitlang geht alles gut bis eines Tages während einer Razzia das Versteck entdeckt wird. Alle, Waldemar, Rika und Sonny Boy  eingeschlossen, werden verhaftet. Sonny Boy wird kurz darauf freigelassen. Rikas Bruder bringt seinen Neffen aufs Land, wo er auf einem Bauernhof Unterschlupf findet. Rika und Waldemar werden von einem holländischen Kollaborateur gefoltert. Obwohl sie beide standhaft bleiben und nichts preisgeben, werden sie verurteilt, nachdem van Haringen unter der Folter die Anklagen bestätigt hat. Beide kommen zunächst in das holländische KZ Herzogenbusch (Kamp Vught), wo sie sich, durch einen Zaun getrennt, noch ein letztes Mal sehen können. Danach wird Rika ins KZ Ravensbrück; Waldemar ins KZ Neuengamme verschleppt. Waldemar kann aufgrund seiner Sprachkenntnisse in vier Sprachen in der Poststelle des Lagers arbeiten und dort heimlich Briefe an seinen Sohn in den Postsack schmuggeln.
Nach dem Tod Hitlers werden die Gefangenen von Neuengamme auf der Cap Arcona inhaftiert. Das Schiff wird von britischen Bombern angegriffen und sinkt. Da man KZ-Häftlingen den Zugang zu den Rettungsbooten verwehrt, muss Waldemar schwimmen. Er kann sich an Land retten und ist frei. Plötzlich wird Waldemar von Kugeln tödlich getroffen. In den Dünen versteckt hatten ihn zwei mit Gewehren bewaffnete Kindersoldaten aus dem sogenannten Jugendsturm beobachtet. Nachdem sie zunächst noch seine Schwimmkunst bewundert hatten, erschießen sie ihn. Sie haben "ihren Dienst für den Führer geleistet".
Nach der Befreiung von der deutschen Besatzung erhält Sonny Boy Nachricht von seinem Onkel, dass seine Mutter im März 1945 in Ravensbrück an der Ruhr gestorben war. Sein Onkel nimmt ihn danach bei sich auf und beide versuchen, etwas über das Schicksal Waldemars zu erfahren. Schließlich wird ihnen mitgeteilt, Waldemar sei seit dem Angriff auf die Cap Arcona verschollen. Erst sehr viel später, im Zuge der Erforschung der Geschichte der Besatzungszeit  in den Niederlanden, konnte das wahre Schicksal von Waldemar Nods geklärt und seinem Sohn mitgeteilt werden. Im Abspann erfahren wir, dass er nie glauben konnte, dass sein Vater als der gute Schwimmer, der er war, ertrunken sei. Wir erfahren etwas über das weitere Schicksal einiger Beteiligter, und dass Sonny Boy Journalist wurde, eine Familie hat und trotzdem seither "ein Getriebener" ist.

## Kritiken
„Brillant visualisiertes episches Familiendrama, das als Sittenbild einer zunehmend radikalisierten, intoleranten Gesellschaft aufzeigt, dass Ressentiments gegenüber dem ‚Anderen‘ auch in scheinbar freien Gesellschaften fest verankert sind.“